# Zukunft ohne Menschen
Zukunft ohne Menschen (englisch Life After People) ist eine Dokufiktion-Serie, in der spekulativ über eine Erde ohne Menschen berichtet wird: Wie lange brauchen Pflanzen und Tiere, um sich zu erholen? Wann zerfallen welche Gebäude? Was passiert mit der hinterlassenen Technik? Wie lange dauert es voraussichtlich, bis alle Spuren menschlicher Existenz verschwunden sind? Viele der getroffenen Annahmen basieren auf Simulationen und erwarteten Zerfallsraten und sind daher mitunter spekulativ, besonders sobald über Zeiträume von mehreren hundert bis tausenden Jahren berichtet wird.
Die Serie geht dabei von der Annahme aus, dass die Menschheit von einem Moment auf den anderen aufhört zu existieren, sie also nicht durch Naturkatastrophen, Kriege, Krankheiten oder Ähnliches ausgelöscht wird. Daher besteht am „Tag Null“ eine vollständig intakte Infrastruktur, mit vollen Regalen in den Supermärkten, zurückgelassenen Haustieren und nicht heruntergefahrenen industriellen Anlagen.
Gibt es reale Beispiele, die diesem Szenario weitestgehend entsprechen, so werden diese oft in den jeweils passenden Zeitperioden als Referenz herangezogen. Ein häufig genutztes Beispiel ist die Nuklearkatastrophe von Tschernobyl, wo u. a. die Stadt Prypjat binnen weniger Tage komplett verlassen wurde.
Die Serie wurde in Deutschland ursprünglich auf History ausgestrahlt. Am 21. Januar 2008 wurde zunächst der Pilotfilm unter dem Titel Wenn die Natur den Menschen überlebt… ausgestrahlt, dann ab dem 21. April 2009 die Serie. Seit 2010 zeigten auch N24 sowie der Spartensender ServusTV die Reihe.
Am Anfang jeder Episode heißt es:

„Was würde geschehen, wenn die Menschen von der Erde verschwinden würden? Dies ist nicht die Geschichte unseres Verschwindens … es ist die Geschichte dessen, was danach geschehen würde.“

## Episoden

### Staffel 1
| Nr. (ges.) | Nr. (St.) | Deutscher Titel          | Originaltitel          | Erstausstrahlung USA | Deutschsprachige Erstausstrahlung (CH/D) |
| ---------- | --------- | ------------------------ | ---------------------- | -------------------- | ---------------------------------------- |
| 1          | 1         | Das menschliche Erbe     | The Bodies Left Behind | 21. Apr. 2009        | 9. Dez. 2009                             |
| 2          | 2         | Das Gesetz der Wildnis   | Outbreak               | 28. Apr. 2009        | 16. Dez. 2009                            |
| 3          | 3         | Naturgewalten            | The Capital Threat     | 5. Mai 2009          | 23. Dez. 2009                            |
| 4          | 4         | Verfall der Zivilisation | Heavy Metal            | 12. Mai 2009         | 30. Dez. 2009                            |
| 5          | 5         | Das Recht des Stärkeren  | The Invaders           | 20. Mai 2009         | 6. Jan. 2010                             |
| 6          | 6         | Untergang der Kultur     | Bound and Buried       | 26. Mai 2009         | 13. Jan. 2010                            |
| 7          | 7         | Das Ende der Spiele      | Sin City Meltdown      | 2. Juni 2009         | 20. Jan. 2010                            |
| 8          | 8         | Die Bedrohung bleibt     | Armed & Defenseless    | 9. Juni 2009         | 27. Jan. 2010                            |
| 9          | 9         | Neue Wege                | The Road to Nowhere    | 16. Juni 2009        | 2. Feb. 2010                             |
| 10         | 10        | Gefährliche Fluten       | Waters of Death        | 23. Juni 2009        | 10. Feb. 2010                            |

### Staffel 2
| Nr. (ges.) | Nr. (St.) | Deutscher Titel            | Originaltitel          | Erstausstrahlung USA | Deutschsprachige Erstausstrahlung (CH/D) |
| ---------- | --------- | -------------------------- | ---------------------- | -------------------- | ---------------------------------------- |
| 11         | 1         | Der Zorn Gottes            | Wrath of God           | 5. Jan. 2010         | 6. Okt. 2010                             |
| 12         | 2         | Giftwolken                 | Toxic Revenge          | 12. Jan. 2010        | 13. Okt. 2010                            |
| 13         | 3         | Die Wiege der Zivilisation | Crypt of Civilization  | 19. Jan. 2010        | 20. Okt. 2010                            |
| 14         | 4         | Das letzte Mahl            | Last Supper            | 26. Jan. 2010        | 27. Okt. 2010                            |
| 15         | 5         | Einsturzgefahr             | Home Wrecked Home      | 2. Feb. 2010         | 24. Nov. 2010                            |
| 16         | 6         | Horrortrip                 | Holiday Hell           | 9. Feb. 2010         | 10. Nov. 2010                            |
| 17         | 7         | Wogen des Todes            | Waves of Devastation   | 16. Feb. 2010        | 3. Nov. 2010                             |
| 18         | 8         | Chaos am Himmel            | Sky’s the Limit        | 2. März 2010         | 17. Nov. 2010                            |
| 19         | 9         | Gefahr aus der Tiefe       | Depths of Destruction  | 9. März 2010         | 1. Dez. 2010                             |
| 20         | 10        | Sturz der Paläste          | Take Me to Your Leader | 16. März 2010        | 8. Dez. 2010                             |

## DVD und Blu-ray
Beide Staffeln erschienen auch auf DVD und Blu-ray. Die erste Staffel erschien am 27. Mai 2011 und die zweite Staffel kurz darauf am 26. August 2011.